# Tor boczny
Tor boczny – każdy tor niebędący torem głównym ani torem szlakowym, ani torem w obrębie bocznicy kolejowej.
W zależności od pełnionych funkcji wyróżnić można m.in. tory boczne: manewrowe, rozrządowe, ładunkowe, postojowe, magazynowe i inne.